# Campeonato Uruguayo de Segunda División 2010-11
El Campeonato Uruguayo de Segunda División 2010-11 fue el torneo de segunda categoría, correspondiente a esa temporada del fútbol uruguayo.

## Relevos temporada anterior
| Club        | Descendido como                |
| ----------- | ------------------------------ |
| Cerrito     | 14° Tabla del descenso 2009-10 |
| Cerro Largo | 15° Tabla del descenso 2009-10 |
| Atenas      | 16° Tabla del descenso 2009-10 |

| Club    | Ascendido como |
| ------- | -------------- |
| Huracán | Campeón        |

| Club             | Ascendido como                            |
| ---------------- | ----------------------------------------- |
| El Tanque Sisley | Campeón Segunda División 2009-10          |
| Bella Vista      | Subcampeón Segunda División 2009-10       |
| Miramar Misiones | Ganador playoffs Segunda División 2009-10 |

| Club     | Descendido como |
| -------- | --------------- |
| Progreso | Desafiliado.    |

## Sistema de disputa
A diferencia de años anteriores, en que se disputó a formato de Torneos de Apertura y Clausura, esta temporada se disputó con un solo torneo (llamado Torneo Nacional de Ascenso) que consistió en dos rondas de todos contra todos, otorgando dos ascensos directos: al campeón y al subcampeón. Los equipos ubicados del tercer al sexto lugar compiten en play-offs por el tercer ascenso directo a Primera División. No hay descensos esta temporada.

## Posiciones
| Puesto | Equipo              | Pts | PJ | PG | PE | PP | GF | GC | Dif |
| ------ | ------------------- | --- | -- | -- | -- | -- | -- | -- | --- |
| 1°     | Rentistas           | 42  | 22 | 12 | 6  | 4  | 36 | 18 | 18  |
| 2°     | Cerrito             | 41  | 22 | 11 | 8  | 3  | 39 | 21 | 18  |
| 3°     | Atenas              | 39  | 22 | 12 | 3  | 7  | 39 | 27 | 12  |
| 4°     | Boston River        | 37  | 22 | 10 | 7  | 5  | 37 | 25 | 12  |
| 5°     | Deportivo Maldonado | 37  | 22 | 9  | 10 | 3  | 24 | 17 | 7   |
| 6°     | Cerro Largo         | 33  | 22 | 8  | 9  | 5  | 30 | 24 | 6   |
| 7°     | Rocha               | 30  | 22 | 8  | 6  | 8  | 25 | 32 | -7  |
| 8°     | Sud América         | 25  | 22 | 6  | 7  | 9  | 27 | 36 | -9  |
| 9°     | Huracán             | 21  | 22 | 5  | 6  | 11 | 25 | 31 | -6  |
| 10°    | Durazno             | 20  | 22 | 5  | 4  | 13 | 21 | 47 | -26 |
| 11°    | Plaza Colonia       | 19  | 22 | 6  | 1  | 15 | 28 | 35 | -7  |
| 12°    | Juventud            | 15  | 22 | 3  | 6  | 13 | 18 | 36 | -18 |

|  | Campeón: Ascendió a Primera División.                  |
|  | Subcampeón: Ascendió a Primera División.               |
|  | Ganador de los play-offs: Ascendió a Primera División. |
|  | Clasificó a los play-offs por el tercer ascenso.       |

| Uruguay                                                |
| Campeón Segunda División 2010-11 Rentistas 4.to título |

## Play-offs del tercer ascenso
|  | Semifinales                     | Semifinales                     | Semifinales                     |   |             | Final                   | Final                   | Final                   |  |
|  | 30 de abril y 7 de mayo de 2011 | 30 de abril y 7 de mayo de 2011 | 30 de abril y 7 de mayo de 2011 |   |             | 14 y 21 de mayo de 2011 | 14 y 21 de mayo de 2011 | 14 y 21 de mayo de 2011 |  |
|  |                                 |                                 |                                 |   |             |                         |                         |                         |  |
|  |                                 |                                 |                                 |   |             |                         |                         |                         |  |
|  | Atenas                          | 0                               | 0                               |   |             |                         |                         |                         |  |
|  | Atenas                          | 0                               | 0                               |   |             |                         |                         |                         |  |
|  | Cerro Largo                     | 1                               | 1                               |   |             |                         |                         |                         |  |
|  | Cerro Largo                     | 1                               | 1                               |   | Cerro Largo | 2                       | 2 (6)                   |                         |  |
|  |                                 |                                 |                                 |   | Cerro Largo | 2                       | 2 (6)                   |                         |  |
|  |                                 |                                 | Boston River                    | 2 | 2 (5)       |                         |                         |                         |  |
|  | Boston River                    | 1                               | Boston River                    | 2 | 2 (5)       | 0                       |                         |                         |  |
|  | Boston River                    | 1                               |                                 |   |             | 0                       |                         |                         |  |
|  | Deportivo Maldonado             | 0                               | 0                               |   |             |                         |                         |                         |  |
|  | Deportivo Maldonado             | 0                               | 0                               |   |             |                         |                         |                         |  |
|  |                                 |                                 |                                 |   |             |                         |                         |                         |  |

## Resultados finales
| Club        | Ascendido como    |
| ----------- | ----------------- |
| Rentistas   | Campeón           |
| Cerrito     | Subcampeón        |
| Cerro Largo | Ganador play-offs |